# 蹄

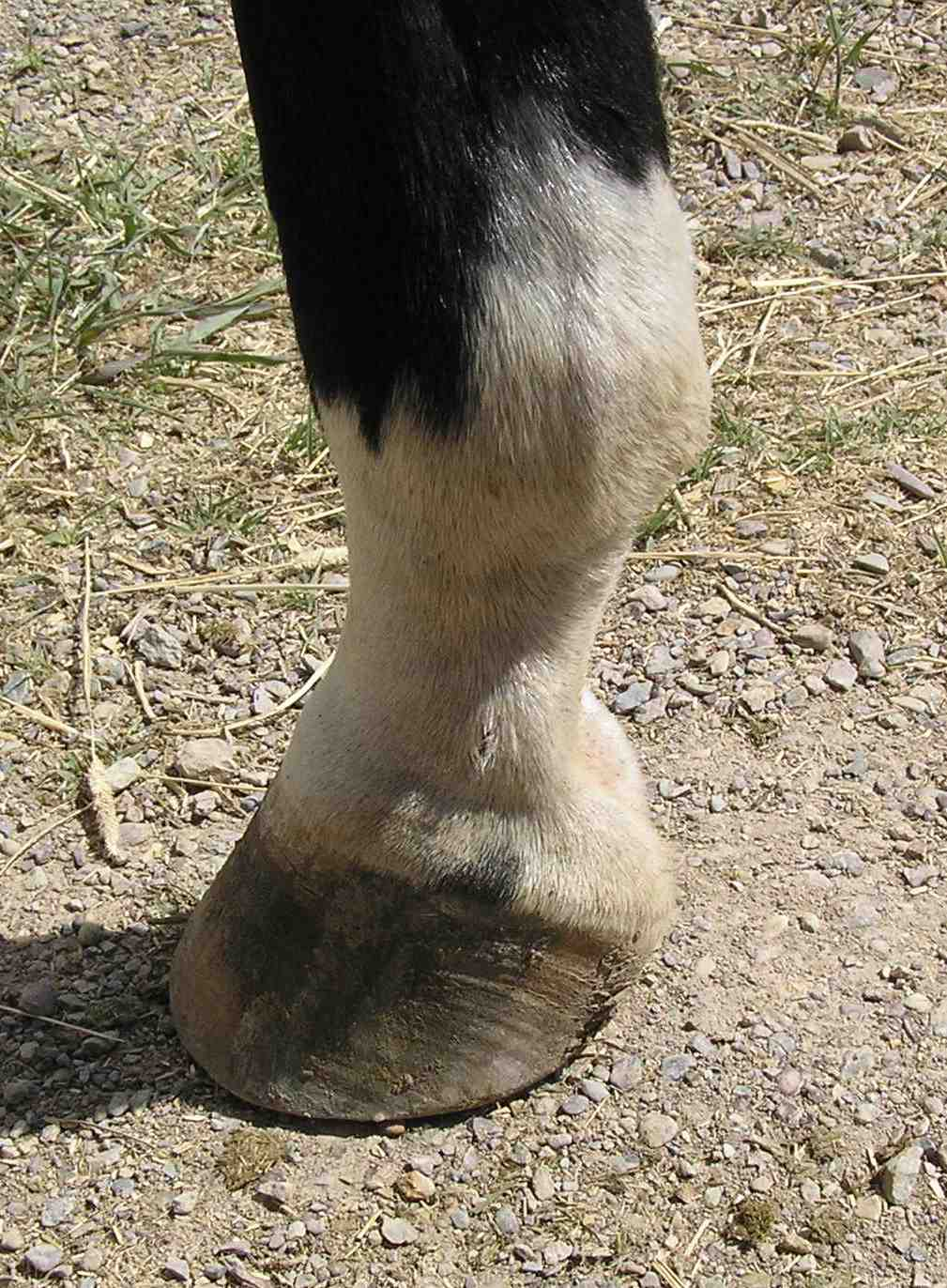
马蹄

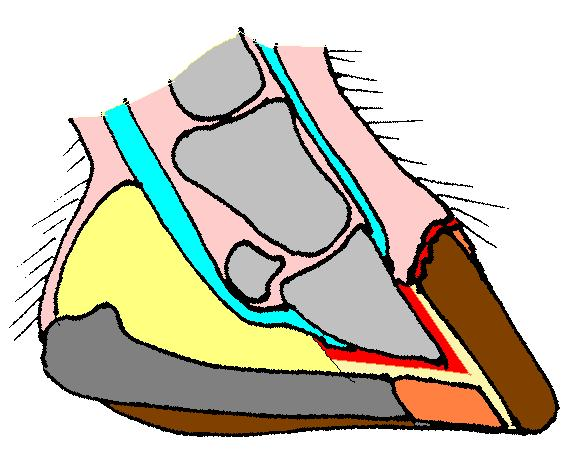
马蹄断面

蹄是某些哺乳动物四肢前端的角质器官。

## 有蹄动物
- 大象
- 牛科动物
- 马科动物
- 羊
- 豬
- 鹿
- 河马